# آورو آنتلوپ
آورو آنتلوپ (به انگلیسی: Avro Antelope) یک هواپیمای ساختِ کارخانهٔ آورو در کشور بریتانیا است. این هواپیما در ۱ ژوئیه ۱۹۲۸ میلادی نخستین پرواز خود را انجام داد.